# Branko Milovanović
Branko Milovanović (nascut a Oseçina, el 13 de gener de 1973) és un exfutbolista serbi, que jugava de migcampista.

## Trajectòria
Va iniciar la seua carrera al Podgorica, per passar després al Buducnost i a l'OFK Belgrad, on va quallar un bon nivell que va despertar l'interès d'equips europeus de renom. L'estiu de 1995 deixa el seu país i fitxa pel Deportivo de La Corunya de la lliga espanyola. Eixa campanya, la 95/96, no comptaria massa per a l'entrenador gallec, Toshack, i tan sols va apuntar-se 12 partits.
La temporada 96/97, tot i no comptar per al gal·lès, va decidir continuar a l'equip en busca d'oportunitats, però se'l va deixar sense fitxa. Al mercat d'hivern, va entrar dins del traspàs del porter Nuno i va acabar la temporada al Vitoria de Guimaraes portugués.
A la lliga lusa hi va romandre dos anys, marcant 4 gols en 26 partits. Posteriorment, va militar a l'AEK Atenes i a l'Ethnikos Asteras de la Segona Divisió grega. La temporada 00/01 retorna al seu país per jugar al Milicionar de Belgrad, i a l'any següent, marxa a Bèlgica per jugar al Charleroi, on apareix en 14 partits la seua primera temporada, i cap a la segona.
L'estiu de 2003, de nou a Sèrbia, fitxa pel Voivodina Novi Sad, on es retiraria al final de la temporada 03/04.